# ISO 3166-2:MF
ISO 3166-2:MF is een ISO-standaard met betrekking tot de zogenaamde geocodes. Het is een subset van de ISO 3166-2 tabel, die specifiek betrekking heeft op Saint-Martin.
De gegevens werden tot op 26 november 2018 geüpdatet op het ISO Online Browsing Platform (OBP). Hier worden geen deelgebieden gedefinieerd. Als overzees gebiedsdeel van Frankrijk is Saint-Martin ook opgenomen in de ISO 3166-2:FR.
Volgens de eerste set, ISO 3166-1, staat MF voor Saint-Martin, het tweede gedeelte is een andere code.